# Anaphleps angustipennis
Anaphleps angustipennis là một loài bướm đêm thuộc phân họ Arctiinae, họ Erebidae.